# Chrysoglossum ornatum
Chrysoglossum ornatum är en orkidéart som beskrevs av Carl Ludwig von Blume. Chrysoglossum ornatum ingår i släktet Chrysoglossum och familjen orkidéer. Inga underarter finns listade i Catalogue of Life.